# Краснополянское сельское поселение (Ростовская область)
Краснополя́нское се́льское поселе́ние — муниципальное образование в Песчанокопском районе Ростовской области Российской Федерации.
Административный центр — село Красная Поляна.

## Состав сельского поселения
| № | Населённый пункт | Тип населённого пункта       | Население |
| - | ---------------- | ---------------------------- | --------- |
| 1 | Красная Поляна   | село, административный центр | ↘2914     |

## Население
| 2010  | 2012  | 2013  | 2014  | 2015  | 2016  | 2017  |
| ----- | ----- | ----- | ----- | ----- | ----- | ----- |
| 3546  | ↘3456 | ↘3416 | ↘3344 | ↘3307 | ↘3253 | ↘3222 |
| 2018  | 2019  | 2020  | 2021  |       |       |       |
| ↘3144 | ↘3076 | ↘2998 | ↘2914 |       |       |       |